# Carolyn Adel
Carolyn Adel, née le 27 août 1978 au Suriname, est une nageuse surinamienne.
Elle a participé aux Jeux olympiques de 1996 et 2000.
En 1998, aux Jeux de l'Amérique centrale et des Caraïbes, elle a été la nageuse la plus décorée en remportant six compétitions. Elle a aussi détenu sept records nationaux.
De 1997 à 2000, elle a fait partie de l'équipe de natation de l'Université d'État de l'Arizona.

## Référence
1. ↑  Fiche de Carolyn Adel, avec résultats aux Jeux de 1996 et 2000 sur le site Sports Reference (en)